# Dracaena praetermissa
Dracaena praetermissa là một loài thực vật có hoa trong họ Măng tây. Loài này được Bos mô tả khoa học đầu tiên năm 1984.